# دونالد إس. فلمنج
دونالد إس. فلمنج هو سياسي كندي، ولد في 23 مارس 1913، وتوفي في 12 سبتمبر 2001. انتخب عضو الجمعية التشريعية ألبرتا.